# Timor (Victoria)
Timor ist ein Ort im Zentrum des australischen Bundesstaates Victoria, 180 Kilometer nordwestlich von Melbourne. Die ehemalige Goldgräberstadt gehört zur LGA Central Goldfields Shire. 2016 lebten in der Stadt 18 Familien mit insgesamt 58 Menschen.

## Lage
Timor liegt an der Straße zwischen dem acht Kilometer entfernten Maryborough im Süden und Dunolly im Norden. Östlich befindet sich das Timor Nature Conservation Reserve, westlich verläuft der Timor Creek.

## Geschichte
Timor ist eine Gründung aus der Zeit des Victorianischen Goldrauschs (ab 1851). In der Region treffen die reichen Chinaman’s-Flat- und Alma-Timor-Goldadern aufeinander. Ein Metzger namens Cox errichtete 1856 eine Brücke über den Bet Bet Creek und einen Gasthof mit fünf Gästezimmern. Um diesen herum entstand eine Ortschaft, die zunächst Cox Town genannt wurde. Im November 1856 arbeiteten 4000 Goldgräber in dem Gebiet südwestlich von Timor, das Chinaman’s Flat genannt wurde. 1856 erfolgte die Umbenennung von Cox Town in Timor, doch der alte Name des Metzgers blieb noch lange in Verwendung. Im März 1857 war die Zahl der Arbeiter in Chinaman’s Flat auf 30.000 angewachsen. An der einen Meile langen Hauptstraße in Chinaman’s Flat standen Wohnhäuser, Hotels und Läden.
Bereits Anfang der 1860er Jahre war das leicht zugängliche Gold in der Region erschöpft, doch eine Bergbaugesellschaft war erfolgreich bei ihrer Suche in tieferen Bodenschichten in Chinaman’s Flat. Viele der Minen wurden von chinesischen Arbeitern gegraben. Deren Tunnel sind leicht an ihrer runden Form zu erkennen. Die Chinesen glaubten, dass sich in Ecken Geister verstecken könnten. Europäische Arbeiter schufen rechteckige Schächte.
1864 wurde die Chinaman’s Flat School gegründet. 1865 eröffnete das Postamt in Timor und 1861 in Chinaman’s Flat, das in den 1870er-Jahren, nach dem victorianischen Gouverneur Sir George Ferguson Bowen (1873–1879) in Bowenvale umbenannt wurde. 1884 wurde das Postamt von Timor in Bowenvale Post Office umbenannt und behielt den Namen bis zu seiner Schließung 1981. Das Chinaman’s Flat Post Office schloss bereits 1895. Die kleine Chinaman’s Flat School behielt ihren Namen bis zur Schließung. Die 1873 gegründete staatliche Timor-Grundschule (Staatsschule 1207) ist noch heute im Betrieb. Nordöstlich von ihr befindet sich die Grand Duke Mine der Duke and Timor Gold Mining Company, die zwischen 1869 und 1896 betrieben wurde und deren Schächte bis zu sechs Kilometer in die Erde reichen. Sie war eine der erfolgreichsten Goldbergwerke der Region. Allein sie lieferte ein Viertel des gesamten Goldes aus dem Distrikt Maryborough. Das Pumpenhaus der Mine steht noch. Das Gefängnisgebäude stammt aus der Zeit um 1890. Auch der Friedhof von Timor gilt als Sehenswürdigkeit.

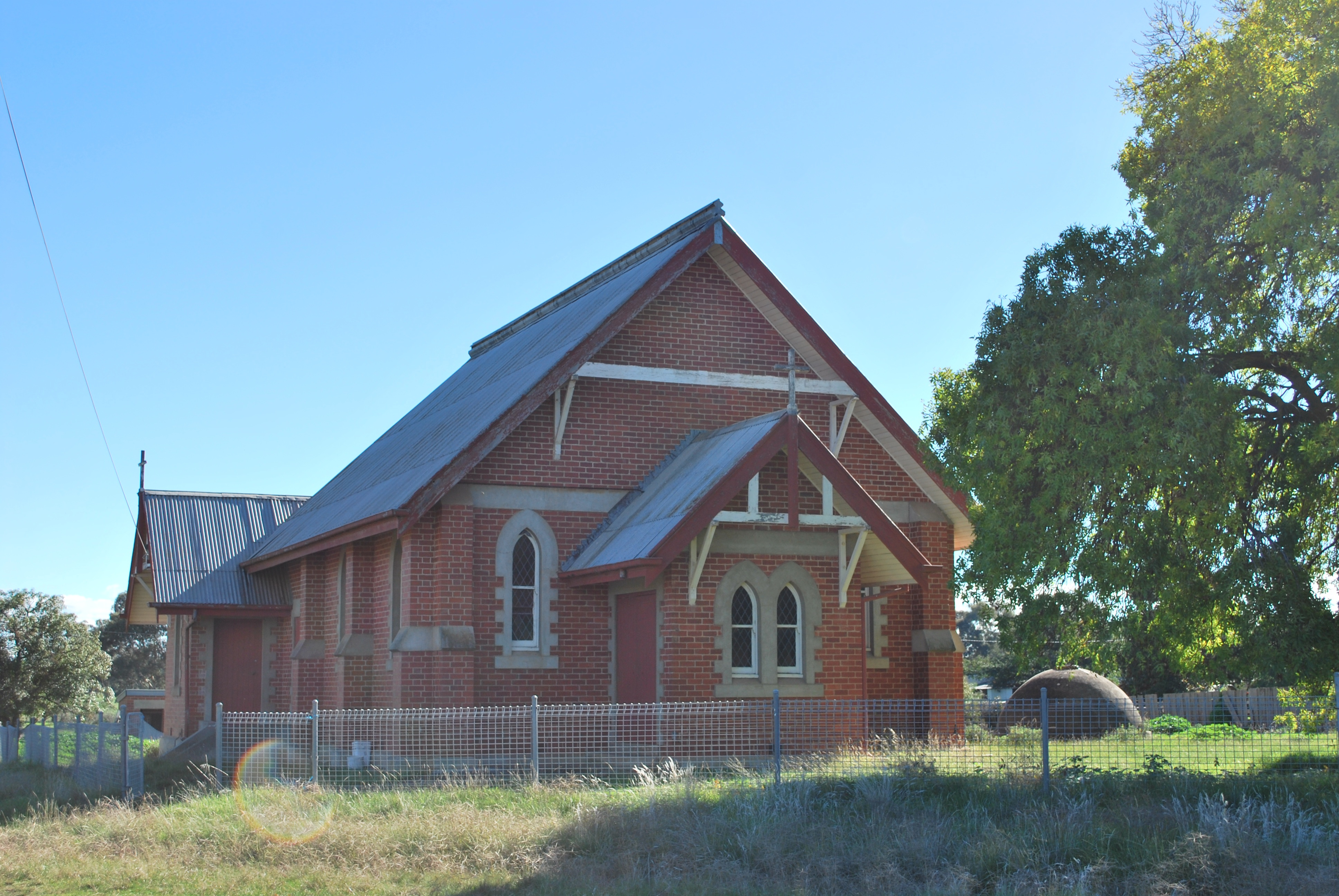
Kirche in Timor

1903 hatte Timor 1500 Einwohner und neben Post und Schule auch ein Telegraphenamt, eine Polizeistation, Banken und mehrere Hotels. Die Bücherei verfügte über 1000 Bücher, und es gab Kirchen der Church of England, der Römisch-katholischen Kirche sowie der Methodistischen und Wesleyanischen Kirchen. Der Bowen Park hatte eine große Tribüne und diente zur Freizeiterholung. Ein Bus verband den Ort mit der Station der Maryborough Railway Station. Neben zwei Minen wurde noch etwas Landwirtschaft betrieben. Noch einige Jahre weiter wurde in Timor Gold mit Hilfe von Cyanid gewonnen, aber gegen Ende des Ersten Weltkrieges brach der Bergbau zusammen. Das letzte Hotel in Timor wurde 1963 geschlossen und der historische Timor General Store 1997 nach 145 Jahren Betrieb geschlossen. Die Landwirtschaft entlang des Bet Bet Creek konnte den Bevölkerungsverlust etwas bremsen. 2014 hatte die Timor-Grundschule noch 33 Schüler. Der Ortsteil Bowenvale verfügt über Tennisplätze und eine Versammlungshalle.